# Đông Xuyên (nhà thơ)
Đông Xuyên (1906 - 1994), tên thật là Nguyễn Gia Trụ, là một nhà thơ Việt Nam.

## Tiểu sử
Đông Xuyên sinh ngày 30 tháng 10 năm Bính Ngọ (tức ngày 15 tháng 12 năm 1906) trong một gia đình dòng dõi nhà Nho tại làng Đông Ngạc (làng Vẽ), phủ Hoài Đức, tỉnh Hà Đông (nay thuộc Hà Nội).
Thuở nhỏ, ông học chữ Hán, năm 16 tuổi mới chuyển sang học Quốc ngữ và tiếng Pháp. Học đến năm thứ ba hệ trung học phổ thông, thì ông đến Hải Phòng, vừa đi làm vừa học thêm (1927).
Năm 1929, ông thi đỗ thư ký Thương chính (Quan thuế) Hải Phòng, bắt đầu cuộc đời công chức ở đây.
Năm 1930, ông có thơ đăng trên An Nam tạp chí, và đã được thi sĩ Tản Đà khen ngợi. Kể từ đó, thơ ông lần lượt được đăng trên các báo, như Phụ nữ tân văn, Văn học tập san, Bách khoa, Sinh lực, Văn đàn, Phổ thông, Văn hóa nguyệt san...
Năm 1931, ông được thuyên chuyển đi Bạch Hạc (Việt Trì), rồi sau nữa đổi về Hà Nội.
Năm 1954, sau khi ký kết hiệp định Genève, ông di cư vào miền Nam Việt Nam, tiếp tục làm ở Nha Quan thuế cho tới khi về hưu tại Sài Gòn.
Quảng đời của ông sau ngày 30 tháng 4 năm 1975, không rõ.

## Tác phẩm
Đông Xuyên bắt đầu làm thơ từ năm 19 tuổi (1925), thi phẩm đã xuất bản có:
- Mấy vần thơ (1936).
- Thuyền thơ (nhà xuất bản Nguyễn Hiến Lê, tháng 7 năm 1958).
- Gió nồm (gồm thơ sáng tác và thơ dịch, tự in ronéo để tặng thân hữu).
- Bến chiều
- Tuyển tập thơ Hán Việt (thơ dịch)

Ngoài ra, ông còn dịch gần 40 truyện Liêu trai chí dị của Bồ Tùng Linh.

## Nhận xét
Học giả Nguyễn Hiến Lê, bạn ông, viết về ông như sau:
Đông Xuyên thấp, gầy, mắt sáng, chậm chạp, vẻ mặt khắc khổ, bận chiếc áo dài thâm vào thì ai cũng bảo là thầy đồ; tính tình nghiêm cẩn, hơi câu nệ, sống rất giản dị, ít đọc sách,ít giao du, chỉ mê làm thơ mà thơ ông cũng rất cổ.
Ông có nhược điểm là rất ghét phong trào thơ mới thời tiền chiến, không chịu đọc một nhà nào cả. Ông ưa dùng thể thơ luật, thỉnh thoảng có làm thơ lục bát hay song thất lục bát. Thơ ông chỉnh, có nhạc, bài nào cũng xen cảnh vào tình, nhưng thiếu bề sâu, thiếu ý mới. Đặc biệt là dùng điển, ít dùng chữ Hán, rất có giọng Việt. Tình cảm của ông chỉ hiện phơn phớt, như được tiết chế theo đạo Nho rồi.
Đông Xuyên với Giản Chi quen nhau từ hồi trẻ, tuổi xấp xỉ nhau. Ông cổ điển mà Giản Chi thì lãng mạn. Giản Chi phê bình thơ ông như sau: "Anh say sưa cảnh đẹp thiên nhiên và thường nặng lòng trước những mảnh đời ngang trái. Đọc thơ anh người ta thấy phảng phất cái tài bộ của một Vương Ma Cật (Vương Duy) và dào dạt một đồng tình của một Bạch Lạc Thiên (Bạch Cư Dị)".
Đông Xuyên là sản phẩm cuối cùng của đạo Nho ở Việt Nam. Không thể còn một người nữa như ông.

## Thơ Đông Xuyên
Trích giới thiệu:
| Nhớ Lương Sơn Từ bữa anh về xuôi, Âm thầm tôi với tôi. Tình đời ngây mặt nước, Tin bạn ngóng chân trời… Trà sớm thơ ngâm lạnh, Đèn khuya râu mọc dài. Súng rền, năm sắp hết, Sông núi rộn lòng ai! (Thuyền thơ) | 60 tuổi tự đề Tên bay vùn vụt…tháng ngày trôi… Bấm đốt, niên hoa sáu chục rồi. Đất nước chia đôi, trang sử đọc, Mái đầu bạc nửa, bóng gương soi. Dành cho xã hội con mươi đứa, Góp với thi lâm bút một ngòi. Thời thế nhường này, thân thế ấy, Vui? buồn? nhắp chén, hỏi hoa mai. Xuân Ất Tỵ (1965) |

## Sách tham khảo
- Nguyễn Tấn Long - Nguyễn Hữu Trọng, Việt Nam thi nhân tiền chiến (Quyển Hạ). Nhà xuất bản Sống mới, Sài Gòn, 1969.
- Nguyễn Hiến Lê, Hồi ký Nguyễn Hiến Lê. Nhà xuất bản Văn học, 1993.